# Federico Lussenhoff
Federico Guillermo Lussenhoff (Venado Tuerto, Santa Fe, Argentina, 14 de enero de 1974) es un exfutbolista argentino que se desempeñó como defensor central.

## Trayectoria
Su carrera como profesional en primera comenzó en Rosario Central, jugando desde 1992 hasta diciembre de 1995, siendo pieza fundamental en el esquema del equipo y obteniendo la Copa Conmebol de 1995. 
Llegó a la liga mexicana a principios de 1996 para jugar en el Toros Neza, firmando contrato del 96 al 97.
Su siguiente paso fue volver a Argentina al San Lorenzo de Almagro de mediados 97 a fines del 98, retomando el buen nivel que lo catapultaría después en la escuadra del Tenerife de España jugando desde 1999 al 2002, para luego pasar al Mallorca, donde jugaría del 2002 al 2004, convirtiéndose así en campeón de la Copa del Rey en la temporada 2002-03.  
Regresaría a México para las temporadas de Apertura y Clausura del 2005, jugando ahora para el equipo cementero, el Cruz Azul. Luego regresaría a la Argentina para jugar en Colón en 2006, River Plate en el 2007, y Talleres, del año 2008 a 2009, y retirándose momentáneamente hasta regresar en el 2010 a Sportivo Rivadavia de su ciudad natal, que milita en el Torneo Regional Federal Amateur de Argentina. 
Tuvo dos retiros momentáneos: en 2010 después de Talleres cuando fue a España para ser el asesor deportivo del Xerez CD, y en 2012 cuando tuvo una grave lesión.

### Fútbol Senior
Formó parte del equipo senior de San Lorenzo de Almagro y más recientemente, de Ben Hur.

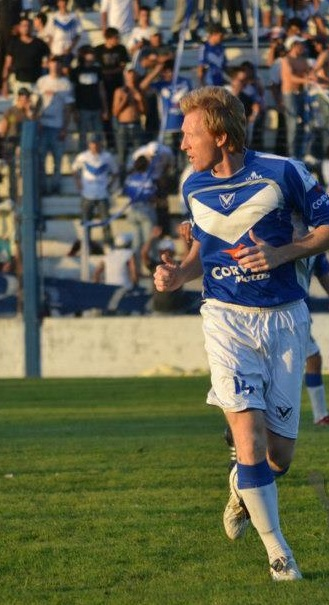
Lussenhoff vistiendo la camiseta de Sportivo Rivadavia en el Torneo Argentino B 2012-13.

## Clubes
| Club               | País      | Año       |
| ------------------ | --------- | --------- |
| Rosario Central    | Argentina | 1992-1995 |
| Toros Neza         | México    | 1996-1997 |
| San Lorenzo        | Argentina | 1997 1998 |
| Tenerife           | España    | 1999-2002 |
| Mallorca           | España    | 2002-2004 |
| Cruz Azul          | México    | 2004-2005 |
| Colón              | Argentina | 2005-2006 |
| River Plate        | Argentina | 2006-2007 |
| Talleres           | Argentina | 2008-2009 |
| Sportivo Rivadavia | Argentina | 2010-2012 |

## Palmarés

### Campeonatos nacionales
| Título              | Club               | País      | Año  |
| ------------------- | ------------------ | --------- | ---- |
| Copa del Rey        | Mallorca           | España    | 2003 |
| Torneo del Interior | Sportivo Rivadavia | Argentina | 2012 |

### Copas internacionales
| Título        | Club            | País      | Año  |
| ------------- | --------------- | --------- | ---- |
| Copa Conmebol | Rosario Central | Argentina | 1995 |